# Biatlon
Biatlon je šport, ki združuje dve športni disciplini v eni, izraz pa se navadno uporablja za zimski šport, ki združuje smučarski tek in streljanje z malokalibrsko puško. Obstaja tudi poletna različica, ki združuje kros in streljanje z malokalibrsko puško. 

## Izvor
Prve slike ljudi, ki so na smučeh zalezovali divjad izvirajo iz Norveške in so stare več kot 4000 let, vendar pri teh slikah še ne gre za šport, temveč zgolj za združevanje tehnike lova z zimsko opremo, ki jo je narekovalo preživetje.
Šport izvira prav tako iz Norveške, kjer so biatlon začeli uporabljati v norveški vojski kot eno od vaj za urjenje vojakov. Prvi znani biatlonski klub je bil ustanovljen na Norveškem leta 1861, da bi se poudaril pomen narodne obrambe. 
Prvič se je ta šport na Olimpijskih igrah pojavil pod imenom Vojaška patrulja leta 1924, ter kasneje še kot predstavitveni šport na olimpijadah v letih 1928, 1936 in 1948. Kot olimpijska disciplina je bil biatlon sprejet šele sredi petdesetih let 20. stoletja, saj se države, ki so ta šport gojile niso mogle zediniti okoli pravil. 
Prvo svetovno prvenstvo v biatlonu je bilo leta 1958 v Avstriji, na olimpijskih igrah pa so tekmovalci prvič tekmovali v biatlonu na olimpijadi v Squaw Valleyju leta 1960. Ženske so prvič nastopile v biatlonu na olimpijskih igrah v Albertvillu, leta 1992.